# Patois (französische Sprache)
Patois ist das französische Wort für Dialekt oder Mundart. In der Praxis wird es in unterschiedlichen Bedeutungen und teils als subjektive Bewertung für Sprachphänomene in mehreren Sprach- und Kulturräumen verwendet.

Karte der Sprachen und Dialekte Frankreichs

## Ursprüngliche Bedeutung
Das Wort patois kommt vermutlich aus dem Altfranzösischen patoiier oder patoyer, was „mit den Händen herumfuchteln“ bedeutet (patte, aus vulgärlateinisch *PATTA, bedeutet auf Deutsch „Pfote“). Gemeint war möglicherweise eine unbeholfene Verständigung mit „Händen und Füßen“.
Ursprünglich bezeichnet Patois in Frankreich lokale Sprachvarietäten des Französischen, zum Beispiel den aus dem Normannischen abgeleiteten Dialekt der Normandie und der Kanalinseln. Über lange Jahre galt der Gebrauch von Patois als unkultiviert und „bäuerisch“. Das galt auch für die Kanalinseln, wo der Dialekt auf dem Lande am längsten überlebte und noch heute verstanden wird. Insbesondere nach der Übersetzung der Bibel ins Französische durch Calvin und nach Einführung der Schulpflicht in französischer Sprache verschwanden die lokalen Sprachvarianten immer mehr. Radio und Fernsehen taten im 20. Jahrhundert ihr Übriges dazu. Erst in den letzten Jahren wurden Anstrengungen unternommen, um die lokalen Dialekte wiederzubeleben.

## Abwertende Bedeutung
In Frankreich werden manchmal auch die Minderheitensprachen (wie Bretonisch oder Okzitanisch) abwertend als Patois bezeichnet. Ebenso werden in verschiedenen frankophonen afrikanischen Ländern lokale Sprachen, ebenfalls in abwertender Weise, als Patois bezeichnet. Ähnliches gilt für die auf Französisch basierenden Kreolsprachen in der Karibik (haitianisches Kreolisch, Antillen-Kreolisch).

## Schweiz
Die in der Schweiz gesprochenen Patois gehör(t)en zum großen Teil dem Frankoprovenzalischen an, nur im Kanton Jura und im Berner Jura wurde Franc-Comtois gesprochen. Heute ist das Patois in der Romandie fast vollständig durch das Französische verdrängt und wird nur noch von einer kleinen Minderheit im Wallis als Muttersprache gesprochen. In jüngerer Zeit sind Bestrebungen im Gang, das Patois vor dem Aussterben zu retten.